# Marijn Wijkhuijs
Marijn Wijkhuijs (Biggekerke, 12 november 1997) is een Nederlands voetballer die als verdediger voor FC Dordrecht speelde.

## Carrière
Marijn Wijkhuijs speelde in de jeugd van JVOZ, FC Twente en FC Dordrecht. Bij FC Dordrecht debuteerde hij op 3 maart 2017 in het betaald voetbal, in de met 1-1 gelijkgespeelde uitwedstrijd tegen FC Volendam. Hij kwam in de 90e minuut in het veld voor Everon Pisas. In de zomer van 2017 vertrok hij naar de hoofdklasser HSV Hoek, waar hij tot 2019 speelde. Daarna was hij drie jaar actief voor VV Kloetinge. Sinds 2022 speelt hij op een lager niveau bij FC Dauwendaele.

### Statistieken
| Seizoen                       | Club           | Land           | Competitie     | Competitie | Competitie | Beker | Beker | Totaal | Totaal |
| Seizoen                       | Club           | Land           | Competitie     | Wed.       | Dlp.       | Wed.  | Dlp.  | Wed.   | Dlp.   |
| ----------------------------- | -------------- | -------------- | -------------- | ---------- | ---------- | ----- | ----- | ------ | ------ |
| 2016/17                       | FC Dordrecht   | Nederland      | Eerste divisie | 1          | 0          | 0     | 0     | 1      | 0      |
| Carrièretotaal                | Carrièretotaal | Carrièretotaal | Carrièretotaal | 1          | 0          | 0     | 0     | 1      | 0      |
| Bijgewerkt op 6 augustus 2017 |                |                |                |            |            |       |       |        |        |